# 中央排水路 (境町)
中央排水路（ちゅうおうはいすいろ）は、茨城県猿島郡境町を流れる排水路である。

## 概要
この中央排水路はかつて流域に存在していた長井戸沼のほぼ中央部を流下している排水路であり、名称は「長井戸沼の中央部を流下する排水路」ということに由来する。また全流路を通じ、ほぼ直線的な流路を持つ。市街地を流下する区間はなく、流域周辺は主に水田などの農地となっている。土手沿いには彼岸花が植栽されている。また西方を並行するように宮戸川が流下している。流路の詳細に関しては下記の流路節を参照されたい。

## 流路
- 起点： 猿島郡境町大字稲尾の南方にて長井戸沼用水路と大川用排水路が合流し中央排水路が始まる。これより南へ向かい流下する。
- 大字塚崎（西側）と大字長井戸（東側）の境界をおおよそ南へと向かい流下する。
- さくらの森パーク付近より流域は旧境町域（大字境）となり、やや曲流しながら南へと流下する。
- 長井戸沼かんがい排水機場を通過し、北西より流下してくる宮戸川とともに利根川堤防を樋管にて通過し、利根川へと流入し中央排水路は終点となる。
- 終点：利根川

## 橋梁
- 長塚橋
- 栄橋
- 樋管（国道354号・古河坂東自転車道線）

## 周辺の施設
- 猿島郡環境センター
- さくらの森パーク
- さしまアクアステーション
- 宮元町公民館
- 長井戸沼かんがい排水機場
- 長井戸沼土地改良区（事）湛水防除排水機場
- 茨城百景記念公園